# Altenholz
Altenholz est une commune d'Allemagne de l'arrondissement de Rendsburg-Eckernförde dans le Schleswig-Holstein.

## Municipalité

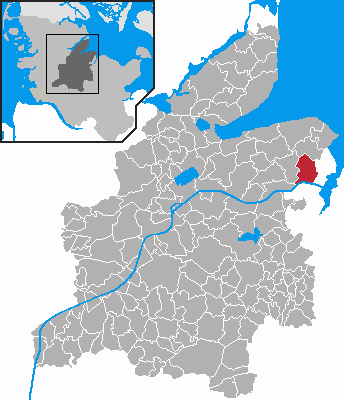
Situation de la commune d'Altenholz dans l'arrondissement de Rendsburg-Eckernförde.

Outre le village d'Altenholz, la commune comprend les villages et lieux-dits de Klausdorf, Stift (connu pour son manoir de Stift), Knoop (connu pour son manoir de Knoop), Postkamp, Kubitzberg, Dehnhöft et Friedrichshof.

## Jumelages
La commune d'Altenholz est jumelée avec :
- Châteaurenard (France) depuis 1991
- Paldiski (Estonie) depuis 2006

## Personnalités
- Annie von Baudissin (1868-1915), femme de lettres née à Friedrichshof